# Раевский, Иван Леонидович
Ива́н Леони́дович Рае́вский (1911, деревня Буриаш, Крым — 5 сентября 1943, под Харьковом) — советский тренер по лёгкой атлетике. Мастер спорта СССР.

## Биография
Как и его брат Гавриил (1909—199.), Иван занимался прыжками с шестом, но не достиг таких высот (Гавриил был неоднократным чемпионом и рекордсменом СССР).
Иван преподавал в Харьковском институте физической культуры, был тренером в «Динамо». Среди его воспитанников:
- Ксения Шило — чемпионка СССР 1939, 1940 в беге на 800 м[2], в 1940 году повторила рекорд СССР, превышавший мировой[3].
- Иван Даниленко — серебряный призёр чемпионата СССР 1937, двукратный рекордсмен СССР (1937, 1940) в прыжках в длину.[4]
- Чемпионы и рекордсмены Украины Александр Ермаков и Юрий Ляшенко (бег на 800 м, 1500 м и 5000 м), Зоя Шулякова (бег на 80 м с/б, прыжки в длину) и др.

### Великая Отечественная война
Сразу после начала Великой Отечественной войны Иван подал заявление в военкомат об отправке добровольцем на фронт. Однако ему было отказано — инструкция из Москвы требовала сохранять выдающихся спортсменов и тренеров. Переехав в Ашхабад, куда уже у родственников жили жена с дочерью, 24 декабря он занял должность заведующего кафедрой военно-физической подготовки мединститута. 13 мая 1942 года он добился призыва в действующую армию.
Лейтенант Раевский командовал сначала взводом, а затем батареей 20-го отдельного истребительно-противотанкового артиллерийского дивизиона 214-й стрелковой дивизии; был награждён боевыми орденами.
- Орден Отечественной войны II степени (22 апреля 1943) — за Сталинградскую битву[5]

На высоте 177,7 немецкая пехота при поддержке танков пошла в контратаку на О. П. батареи. Взвод Раевского смело вступил в единоборство с танками и уничтожил 6 фашистских танков и до взвода пехоты противника. Сам лично тов. Раеский подбил 2 танка, и контратака противника была отбита. На счету взвода т. Раевского имеется 6 уничтоженных фашистских танков, две самоходных пушки, 4 автомашины с вражеской пехотой, большое количество огневых точек и более двухсот солдат и офицеров противника.
— Из наградного листа
- Орден Красной Звезды (29 октября 1943) — за бой под Белгородом во время Курской битвы[6]

В боях в районе Белгорода 23.7.43 под дер. Вислое батарея л-нта Раевского уничтожила несколько автомашин с грузом, 2 орудия 75 мм, 2 мотоцикла с пулемётами и до 50 солдат и офицеров противника. <Когда> батарея, поддерживая стрелковый полк, попала под сильный пулемётно-миномётный огонь, он своими смелыми дерзкими действиями сумел вывести батарею в безопасное место, причём у него оставался всего один тягач, двумя рейсами к противнику он вывез всё.
— Из наградного листа
Иван Раевский погиб через несколько дней после освобождения Харькова в бою под Мерефой; похоронен в Харькове.